# قطر الندى (مجلة)
مجلة قطر الندى هي مجلة مصرية نصف شهرية أحياناً وأسبوعية صيفاً، تصدر عن الهيئة العامة لقصور الثقافة، التابعة لوزارة الثقافة. عنوانها: 16 شارع أمين سامي، قصر العيني.
صدرت لأول مرة في صيف عام 1995م، حاملةً شعار «مجلة كل البنات والأولاد» وتوجه المجلة إلى الأطفال من جميع الأعمار، قطع المجلة 20×27 سم.
للمجلة كلمة التحرير توجد في ختامها، تحت عنوان: «مسك الختام» وموقعة باسم بابا حسين أو حسين مهران. تعتمد المجلة على القصص الكرتونية المكتوبة خصيصاً ومرسومة للمجلة، وهي بمثابة متناثرات ومنوعات، ليس من بينها شخصية واحدة ثابتة. عدد صفحات الكرتون يصل إلى 14 صفحة من بين 34 صفحة ملونة دون الملحق الداخلي، أو 18 صفحة من بين 52 صفحة في عام 2003م.
اعتماد المجلة على التسالي والمسابقات في حدود ضيقة جداً رغم كون طابع أغلبها ثقافي وتساعد الموهوبين في الرسم لنشر أعمالهم. ويُلاحظ اهتمام المجلة بالرسوم التشكيلية من المساحات المُخصصة لها، كما تعتمد المجلة على المعرفة باعتبار أن من تولوا إدارتها من الأدباء، كما عقدت المجلة لقاءات مع الأدباء والرسامين، تنشر المجلة صوراً للأطفال في حدود ضيقة، وتختلف هذه المساحة من عدد لآخر، كما تساهم في نشر مساهمات القاء، وهناك أبواب لاستعراض مواهب الأطفال في الأعداد الأسبوعية، يتم رصد بعض الأخبار الفنية والاجتماعية فيها، لا تعتمد المجلة على الإعلانات باعتبار أنها صادرة من جهة حكومية. تصدر المجلة أسبوعياً مؤقتاً بمناسبة مهرجان القراء للجميع. سعر المجلة جنيه واحد، وبريد المجلة الإلكتروني:
Qatrelnada2000@hotmail.com

## التأسيس
في عام 1995 كان «حسين مهران»، أول رئيس للهيئة العامة لقصور الثقافة آنذاك، في زيارة للصين، وهناك رأى صحيفة للأطفال تصدر بالأبيض والأسود، وحين عاد لمصر قرر أن ينشأ صحيفة مثلها. في جلسة مع «عبد اللطيف زيدان» المذيع بالبرنامج الثاني، أقترح تسميتها باسم قطر الندى، وحاز الاسم الإعجاب، لأنه يرتبط في أذهان الناس بأغنية شهيرة، وببطلة صغيرة قامت بتوطيد العلاقة بين مصر وبغداد، بالإضافة إلى أنه يختلف عن باقي مجلات الأطفال الموجودة والتي تتسمى بأسماء الأولاد.[بحاجة لمصدر]
أول من رسم صورة «قطر الندى» كان الفنان حلمي التوني، لكن تم تغيير الصورة بعد العدد الأول بصورة رسمها الفنان «محمد أباظة».

## الأبواب
- الرياضة
- شطار متميزون
- حوار مع
- شخصيات مصرية
- أخبار قطر الندى
- كنت طفلاً
- الرياضة
- واحة الأصدقاء
- نادي الفنانين
- أنا وأنتم في قطر الندى

## الملحقات
لها ملحق بعنوان «تعال نلعب» قدمته في البداية فاطمة المعدول ورسمه بيصار، وهي مجلة لأطفال ما قبل المدرسة صدرت عام 1996م، يهدف إلى تعليم الصغار الحروف والكلمات.

## فريق العمل
- رئيس التحرير: حسين مهران، ثم مصطفى الرزاز، ثم علي أبو شادي، ثم أنس الفقي ومصطفى علوي.
- المشرف العام: محمد السيد عيد
- المستشار الفني: عبد الرحمن نور الدين
- مدير التحرير: أحمد زرزور الذي تولى رئاسة التحرير عدة سنوات حتى عام 2002م
- مدير التحرير التنفيذي: زينب العسال
- سكرتير التحرير: عبده الزراع
- المشرف الفني: عصام حنفي

### الكُتَّاب
- يعقوب الشاروني
- عبد التواب يوسف
- زينب العسال
- أحمد زرزور
- فاطمة المعدول
- محمد صالح فرح
- محمود قاسم
- عبده الزراع
- طوغان
- رجب سعد السيد
- نادية عبد الحليم
- منال عزام ناصر مجدي
- محيي الدين أحمد
- نبيل زين الدين
- عواطف الشربيني
- جلال المهدي
- شهاب سلطان
- طارق إمام
- حسن حنفي
- فاطمة الشامي
- منى أبو الخير
- ثريا عبد البديع
- مكاوي سعيد
- محسن يونس
- السيد القماحي
- مديحة أبو زيد
- أحمد زحام
- مجدي نجيب
- فريد معوض
- مجدي إسحاق
- مصطفى نصر

### الرسامون
- هاني دراج
- عز العرب
- ممدوح طلع
- خالد مبروك
- ناصر حامد
- محمود الهندي
- زكريا عبد العال
- صلاح بيصار
- رأفت محيي الدين
- عبد الرحمن بكر
- ولاء محمود
- بهاء رضوان
- محسن عبد الحفيظ
- أحمد أبو عميرة
- كريم كمال
- عادل البطراوي
- عصام حنفي
- فاطمة درويش
- كمال الدسوقي
- علي الدسوقي
- شاكر المعداوي
- مجدي سعيد
- كمال برشومي

- قائمة مجلات الأطفال العربية